# Matilde af England, hertuginde af Sachsen
Matilde af England (tysk: Mathilde von England, også kaldet Maud; 6. januar 1156 – 28. juni 1189) var den ældste datter af kong Henrik 2. af England og Eleonora af Aquitanien. Gennem sit ægteskab med Hertug Henrik Løve af Huset Welf var hun hertuginde af Sachsen og Bayern fra 1168 indtil sin mands afsættelse i 1180. Hun var opkaldt efter sin bedstemor Matilde af England.

## Ægteskab
Efter det omstridte pavevalg i 1159 og den efterfølgende skisma etablerede kong Henrik 2. tættere bånd til det Det Tysk-Romerske Rige, især da han selv kom i konflikt med den gejstlige ledelse i England i skikkelse af Thomas Becket, ærkebiskop af Canterbury. Sendt af kejser Frederik Barbarossa ankom ærkebiskoppen Köln Rainald af Dassel til Kong Henrik 2.'s hof i Rouen i 1165 for at forhandle om en engelsk-tysk ægteskabsalliance, og Welf-hertugen Henrik Løve blev valgt som husbond til Matilde. Der var imidlertid konflikt under forhandlingerne, da Robert de Beaumont, 2. jarl i Leicester nægtede at hilse på den tyske ærkebiskop, idet han anklagede ham for at være en skismatiker og en tilhænger af modpaven Viktor 4. Den oprindelige plan om at gifte Henrik 2.'s anden datter Eleonora med en søn af kejseren Frederik, blev opgivet, og i stedet forlod Matilde England med en stor medgift i september 1167.
Matilde blev gift med Henrik Løve, på det tidspunkt hertug af Sachsen og Bayern den 1. februar 1168 i katedralen i Minden i Hertugdømmet Sachsen. Welf-hertugen var blevet skilt fra sin første kone Klementia af Zähringen i 1162. Matilde og Henrik fik fire sønner og en datter:
- Matilde (eller Richenza) af Sachsen (1172–1209/10), gift med Godfred 3., greve af Perche og senere Enguerrand 3., herre af Coucy
- Henrik 5. af Braunschweig (1173/1174 – 28. april 1227)
- Lothar af Bayern (1174/1175 – 16. oktober 1190).
- Otto 4. af Braunschweig, tysk-romersk kejser og hertug af Schwaben (1175/1176 – 19. maj 1218).
- Vilhelm, herre af Lüneburg (11. april 1184 – 12. december 1213).

Tre andre børn er af nogle kilder blevet regnet som børn af Henrik og Matilde:
- Eleonora (født 1178), død ung
- Ingebjørg (født 1180), død ung
- Søn (dødfødt 1182)

## Regentskab og eksil
På tidspunktet for deres ægteskab var hertug Henrik Løve en af de mest magtfulde allierede for Hohenstaufen kejseren , og hans kongelige gemalinde øgede hans dominerende stilling. Matilde styrede sin mands store besiddelser under hans pilgrimsrejse til Det hellige land fra 1172 til 1173. Tilbage i Tyskland opbyggede Henrik sin residens i Braunschweig, hvor han og Matilde holdt en storslået hof på Dankwarderode Slottet. De fik katedralen i Braunschweig opført fra 1173 og fremefter og tog initiativet til skabelsen af Lucidarius, det første originale tyske sprogværk i prosa, samt Henrik af Løves evangelier, et mesterværk inden for romansk llumineret bogkunst.
Kort efter blev Henrik Løve imidlertid involveret i en voldsom konflikt med kejser Frederik. Begge mænd blev angiveligt uvenner, da de mødtes i Chiavenna i 1176, og Henrik nægtede at støtte kejseren i hans kamp mod den italienske lombardiske liga. Frederiks styrker blev besejret i Slaget ved Legnano, og kejseren måtte indgå fred med sin fjende Pave Alexander 3. Et antal rivaliserende fyrster gik imod Henrik, og hertugen blev endelig erklæret afsat i 1180. Henrik underlagde sig kejseren i november 1181. Ikke desto mindre blev han og hans familie tvunget til at flygte fra Tyskland og søge tilflugt i Normandiet hos Matildes far i 1182. I løbet af denne tid ved det kongelige hof i Argentanlærte Matilde trubaduren Bertran de Born at kende, og han kaldte hende "Elena" eller "Lana", og gjorde hende til genstand for sit begær i to af hans digte om "høvisk kærlighed".
Matilde, hendes mand og deres familie forblev under kong Henrik 2.'s beskyttelse og økonomiske støtte indtil 1185, hvor de ved den engelske monarks mægling fik lov til at vende tilbage til Sachsen. Ethvert håb om at genvinde de sachsiske og bayerske hertugdømmer blev slukket. Tidligt i 1189 gav kejseren Henrik Løve valget om at ledsage ham på Det tredje korstog eller gå i eksil. Henrik vendte tilbage til England, mens Matilde denne gang forblev i Braunschweig for at forsvare sin mands interesser. Hun døde dog tre måneder senere i en alder af 33 år, 8 dage før sin far. Efter hendes død vendte hendes mand igen tilbage til Tyskland og blev til sidst forsonet med kejser Frederiks søn Henrik 6. I 1194 blev deres førstefødte søn Henrik den Ældre forlenet med Pfalzgrevskabet ved Rhinen.